# الخط الزمني لجائحة إنفلونزا الخنازير 2009

انتشار الوباء في يونيو 2009

الحالات المؤكدة من قبل الخارجية الأمريكية ، يونيو / حزيران 3, 2009

يغطي هذا المقال التسلسل الزمني  لوباء الأنفلونزا 2009 (H1N1). علم الدول يشير إلى إعلان أول الحالات المؤكدة من قبل كل دولة وأول حالة وفاة (وغيرها من الأحداث الكبرى مثل أول حالات انتقال المرض بين البشر والأمراض الحيوانية المصدر، وبدء حملات التلقيح الوطنية) وأيضاً الدورات ذات الصلة والإعلانات من قبل منظمة الصحة العالمية (WHO) والاتحاد الأوروبي،
ومراكز السيطرة على الأمراض في الولايات المتحدة (CDC).

## الجدول الزمني

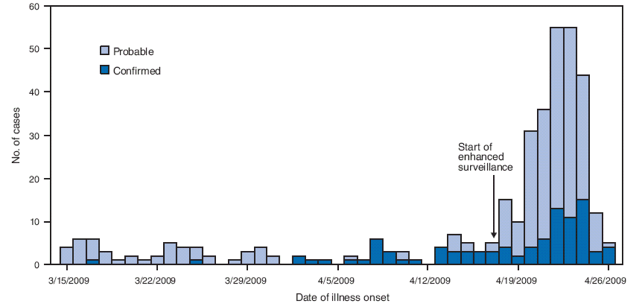
الحالات المحتملة والمؤكدة في المكسيك حسب تاريخ بداية المرض, مارس 15 – 26 أبريل.

### آذار / مارس 2009
المكسيك
في فيراكروز 60% من سكان المدينة كانوا مصابين بأمراض الجهاز التنفسي مجهولة المصدر. وترى حكومة المكسيك أنه قد يكون سببها إنفلونزا H3N2  ، وعلى الرغم من ذلك كان هناك على الأقل مريض واحد في فيراكوز  كانت نتيجته إيجابية بالنسبة لفيروس A/H1N1. اثنين من الأطفال ماتوا ولكن كلاهما دفن دون اختبار.

### 7 مارس
الولايات المتحدة في الأسبوع التاسع من خطتها في ترصد الأنفلونزا، مراكز السيطرة على الأمراض تنشر تقارير  أن خمسة وثلاثين ولاية ثبت فيهم انتشار  الأنفلونزا علي نطاق واسع، 14 ولاية منهم أبلغت بنشاط اقليمي للوباء، ولكن على الرغم من أن معدل النشاط كان عالياً، الا أن نسبة الوفيات المنسوبة إلى الالتهاب الرئوي والأنفلونزا كانت منخفضة ودون مستوي الوباء.

### 14 آذار
الولايات المتحدة الأمريكية مراكز السيطرة على الأمراض  أبلغت في الأسبوع العاشر  أن ثلاثين من الولايات أبلغت بانتشار الأنفلونزا و 18 من الولايات أبلغت عن نشاط إقليمي.

#### 17 مارس
المكسيك الإبلاغ عن أول حالة والتي ثبت في وقت لاحق انها  عدوي إنفلونزا الخنازير  (H1N1) العدوى.

#### 21 مارس
الولايات المتحدة الأمريكية مراكز السيطرة على الأمراض، الأسبوع 11: انتشار نشاط الأنفلونزا في أربع وعشرين ولاية؛ والنشاط الإقليمي في 19ولاية. نشاط الأنفلونزا تواصل في الانخفاض.

#### 28 مارس
الولايات المتحدة

حالات الولايات المتحدة الأمريكية المؤكدة مع معرفة بداية المرض (أبريل 27, 2009). —مراكز السيطرة على الأمراض

أول الحالات المعروف بدايتها في الولايات المتحدة الأمريكية والتي تأكد في وقت لاحق أنها انفلونزا الخنازير، طفلة في التاسعة من عمرها تقيم في مقاطعة إمبريال في كاليفورنيا. ثلاثة عشر ولاية أفادت انتشار نشاط الأنفلونزا و 19 ولاية ذكرت نشاطا اقليميا، الأسبوع 12.

#### 30 مارس
الولايات المتحدة تم جمع عينة من الطفلة ذات التسع سنوات من العمر والتي تأكد في وقت لاحق أن تحتوي على سلالة فيروس (وراثيا عرفت/ (A/California/05/2009(H1N1).
 الولايات المتحدة
ظهور المرض لطفل في العاشرة من عمره يقيم في مقاطعة سان دييغو في كاليفورنيا؛ وينذي حالته في نهاية المطاف أصبحت أول حالة مؤكدة لانفلونزا الخنازير في الولايات المتحدة الأمريكية.

### نيسان / أبريل 2009

#### 1 أبريل
الولايات المتحدة مسحة من البلعوم تم جمعها من  الطفل ذو العشرة اعوام في مقاطعة سان دييغو، والتي تأكد في وقت لاحق أنها تحتوي على الفيروس و والذي عرف لاحقا (A/كاليفورنيا/04/2009(H1N1)).

#### 2 أبريل
المكسيك
في لا جلوريا، فيراكروز، طفل في الرابعة من عمره يمرض في نهاية الوباء.عينته التي أرسلت الي الخارج، كانت نتيجتها إيجابية لفيروس  (H1N1). مسئولي فيراكروز صرحوا أنه لا توجد خطط لاستخراج جثث الطفلين الرضع الذين ماتوا في الوباء.

### 4 أبريل
الولايات المتحدة الأمريكية , الأسبوع 13: انتشار نشاط الأنفلونزا في أربع ولايات.

#### 5 أبريل
الاتحاد الأوروبي
الإعلام يطلق الإنذار الوبائي.

#### 6 أبريل
المكسيك
سلطات الصحة العامة تبدأ التحقيق في حالات من الالتهاب الرئوي غير عادية. 400 شخص ابلغ انه سعى لعلاج الالتهاب الرئوي/اعراض شبيهة بالأنفلونزافي لا جلوريا الأسبوع السابق.
 الولايات المتحدة
 تقارير عن أمراض الجهاز التنفسي غير عادية  في المكسيك. حيث تؤثر على 60% من السكان المحليين؛ ثلاث وفيات من الأطفال قد تكون مرتبطة مع تفشي المرض."

#### 11 أبريل
الولايات المتحدة الأمريكية  الأسبوع 14: انتشار نشاط الأنفلونزا في ولاية واحدة؛ والنشاط الإقليمي في 14ولاية.

#### 12 أبريل
المكسيك
 تقارير عن تفشي اعراض شبيهة بالإنفلونزا في مجتمع صغير في فيراكروز، هذه التقارير تصل منظمة الصحة للبلدان الأمريكية و التيي هو المكتب الإقليمي لمنظمة الصحة العالمية (WHO). وعلاوة على ذلك، امرأة  في 39 من عمرها ماتت من شدة الالتهاب الرئوي الفيروسي في مدينة سان لويس بوتوسي.

#### 13 نيسان / أبريل
المكسيك
أول حالة وفاة في أواكساكا بسبب ما سيكون في وقت لاحق معروف بانفلونزا الخنازير.
 الولايات المتحدة
الولايات المتحدة مراكز السيطرة على الأمراض (CDC) يتم تبليغه بطفل ذو عشرة أعوام يعاني من مرض تنفسي في مقاطعة سان دييغو، كاليفورنيا. نتائج الاختبار كشفت سلبية فيروس الأنفلونزا.

#### 14 أبريل
الولايات المتحدة
مركز السيطرة على الأمراض يتلقى أول عينة من كاليفورنيا (من الطفل في مقاطعة سان دييغو)، وتم تحديد الفيروس علي انه سلالة من إنفلونزا الخنازير (H1N1).

#### 16 نيسان / أبريل
المكسيك
السلطات تخطر منظمة الصحة للبلدان الأمريكية بالالتهاب الرئوي اللانمطي.
 الولايات المتحدة  تم نشر التنبيه «حالات الالتهاب الرئوي اللانمطي الحالات أبلغ عنها في المستشفى» فيما يتعلق بحالات أواكساكا.

#### 17 أبريل
المكسيك
حالة من الالتهاب الرئوي اللانمطي في أواكساكا ادي الي تعزيز نظام  الترصد.
المكسيك تواصلت مع كندا لطلب المزيد من الفحوصات المتخصصة.
 الولايات المتحدة
مركز السيطرة على الأمراض يتلقى عينة ثانية من جنوب كاليفورنيا (مأخوذة من فتاة تبلغ من العمر تسع سنوات في مقاطعة إمبريال)، ومرة أخرى يتم تحديد الفيروس كسلالة من إنفلونزا الخنازير (H1N1).  قسم الصحة العامة  بكاليفورنيا تم إخطاره.

#### 18 أبريل
المكسيك
المكسيك ترسل 14 عينة من المخاط إلى مركز السيطرة على الأمراض وتخطر الفرق الصحية بالمستشفيات للبحث عن مرضى تظهر عليهم أعراض شديدة من الإنفلونزا أو الالتهاب الرئوي.
 الولايات المتحدة الأمريكية الأسبوع 15: «تسع ولايات أبلغت بنشاك إقليمي؛ و 17 ولاية أبلغت بنشاط محلي للأنفلونزا; مقاطعة كولومبيا و 22 ولاية أخرى أبلغت بحالات متفرقة من الأنفلونزا؛ ولايتان أبلغوا بعد وجود أي نشاط للأنفلونزا. 7 حالات عدوى بشرية بفيروس أنفلونزا الخنازير  (H1N1) تم تأكيدها.» هذا كان هو أول ذكر للإيرس (H1N1).

#### 20 أبريل
الولايات المتحدة  مركز السيطرة على الأمراض يتم إبلاغه بأحداث المكسيك.
مركز السيطرة على الأمراض كان بالفعل يحقق في حالات  ولاية كاليفورنيا و تكساس.

#### 21 أبريل
الولايات المتحدة
مركز السيطرة على الأمراض ينبه الأطباء إلى وجود سلالة مماثلة  من أنفلونزا الخنازير (H1N1) في حالتين من جنوب كاليفورنيا. أسوشيتد برس كان يغطي هذا الحدث، حيث كان هذا أول ذكر للإيرس (H1N1) في وسائل الإعلام الإنجليزية.

#### 22 أبريل
كندا
كندا تتلقى عينات من المكسيك للاختبار.

#### 23 نيسان / أبريل
المكسيك وكالة الصحة العامة في كندا تؤكد حالات المكسيك بأنها حالات من عدوي انفلونزا الخنازير  (H1N1).

#### 24 نيسان / أبريل
المكسيك
وزير الصحة يؤكد الحالات المكسيكية بالعدوى البشرية من أنفلونزا الخنازير وأنه يعتقد أن بعض هذه الحالات أدت إلى الوفاة.
السلطات الصحية بدأت في تنفيذ تدابير الصحة العامة على كل ركاب مطار وتطعيم العاملين في مجال الرعاية الصحية بلقاح الأنفلونزا الموسمية.
 الولايات المتحدة

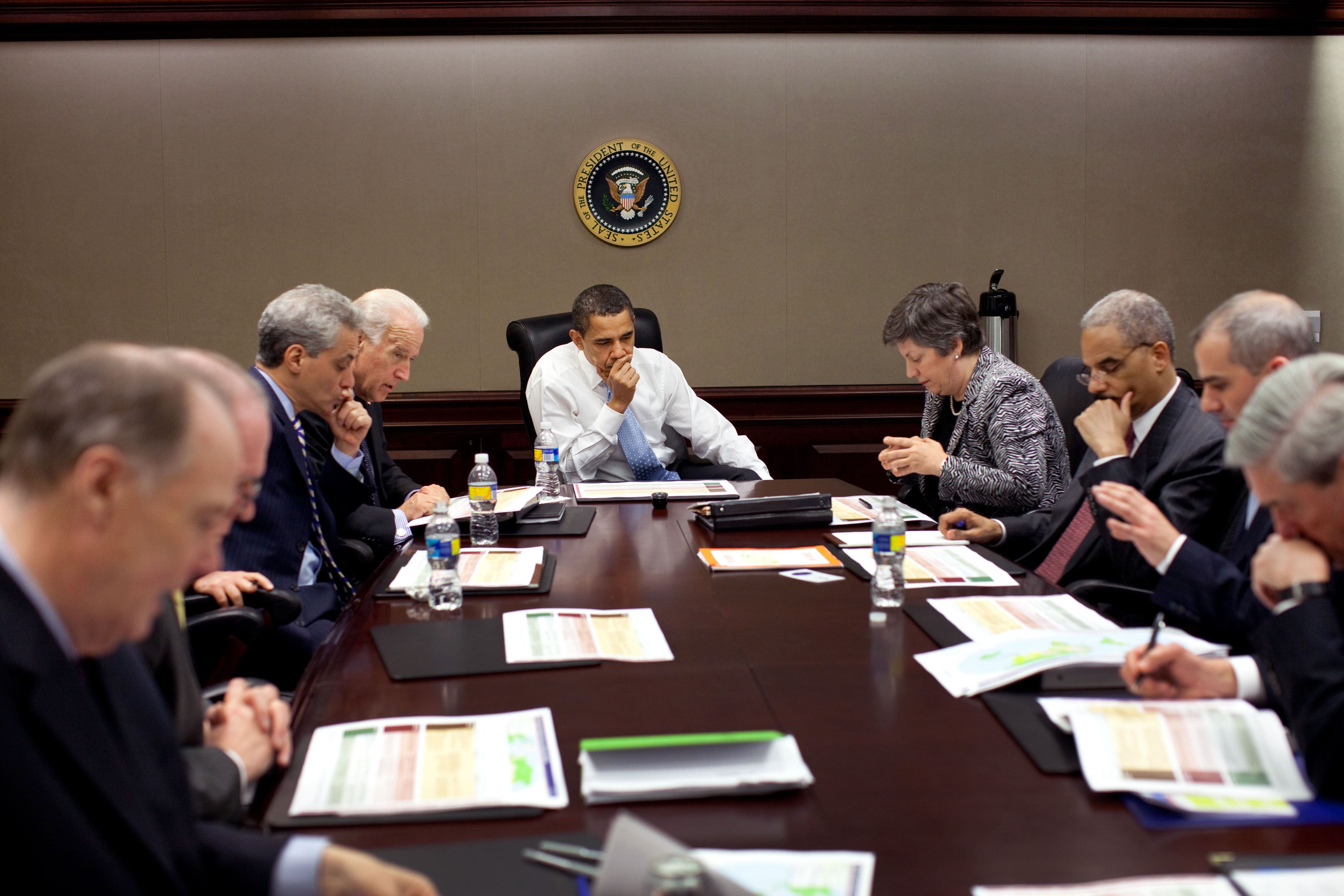
الرئيس أوباما أطلع في غرفة العمليات عن وباء فيروس H1N1.

مركز السيطرة على الأمراض يقول في مؤتمر صحفي أن سبعة من 14 عينة مكسيكية تحتوي علي نفس سلالة الفيروس  في كاليفورنيا وتكساس. السلالة الجديدة سبق أن ذكرت في مركز السيطرة على الأمراض وتقرير الوفيات الأسبوعي.

#### 25 أبريل
منظمة الصحة العالمية بموجب اللوائح الصحية الدولية، لجنة الطوارئ تنعقد للمرة الأولى منذ إنشائها في عام 2007،  مما أدى إعلان حالة الطوارئ رسميا.  
منظمة الصحة للبلدان الأمريكية بدأت التطعيم الأسبوع في الأمريكتين.
 الولايات المتحدة أول إغلاق كامل لمدرسة والحي التابع لها خارج سان أنطونيو، تكساس.

#### 27 أبريل

مناطق منظمة الصحة العالمية
Africa; HQ: برازافيل، الكونغو
Americas؛ HQ: واشنطن العاصمة، الولايات المتحدة
Europe; HQ: كوبنهاغن، الدنمارك
Eastern Med.؛ HQ: القاهرة، مصر
South East Asia; HQ: نيودلهي، الهند
Western Pacific; HQ: مانيلا، الفلبين

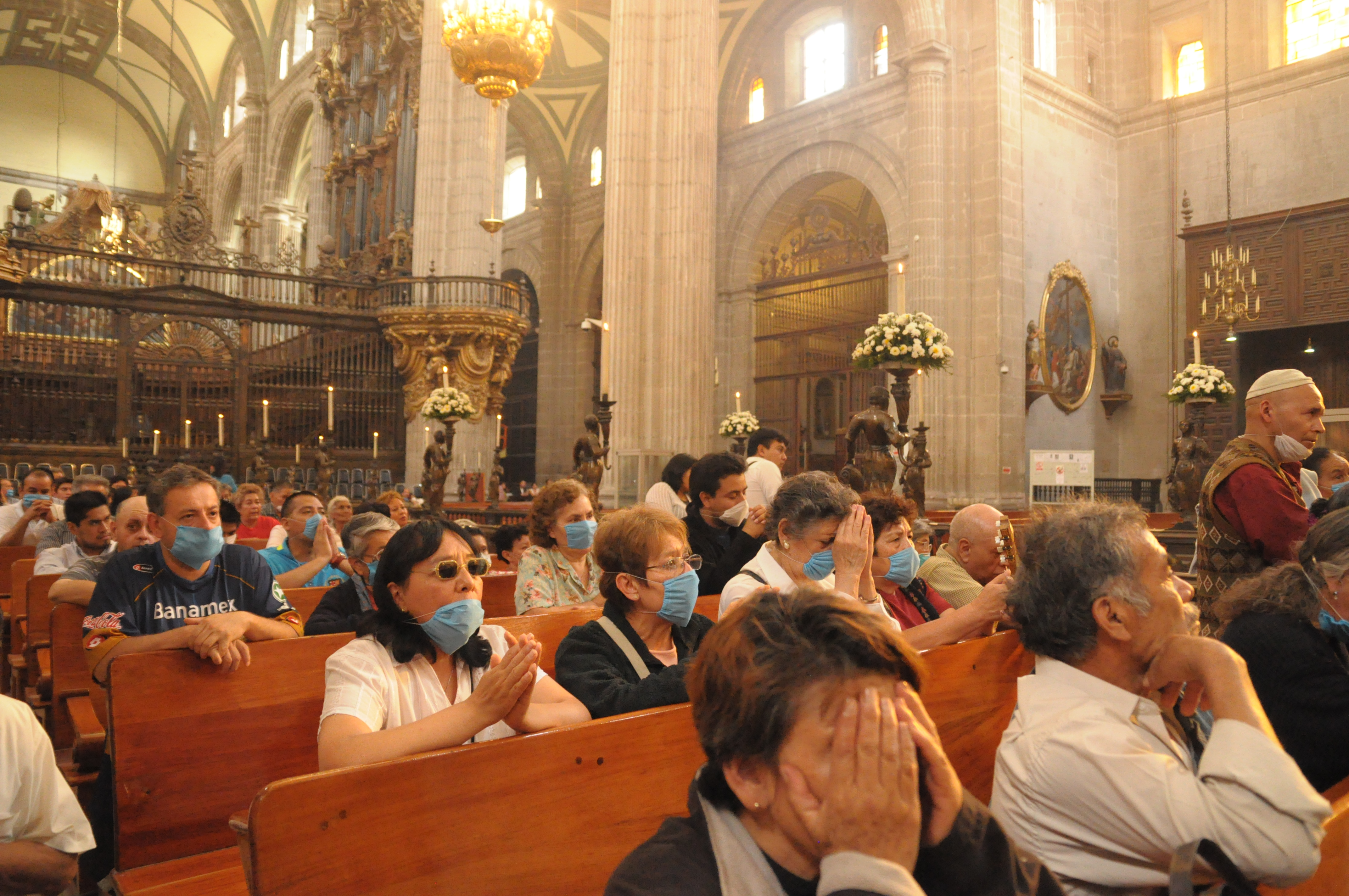
كنيسة في المكسيك

منظمة الصحة العالمية لجنة الطوارئ تلتقي للمرة الثانية. المدير العام لمنظمة الصحة العالمية قام بإصدار بيان بأن احتواء الوباء ليس ممكنا، ورفع انذار الوباء من المرحلة 3 المرحلة 4.
 الاتحاد الأوروبي  مفوض الصحة ينصح الأوروبيين بعدم السفر إلى الولايات المتحدة أو المكسيك إلا لضرورة ملحة. هذا تبع ظهور أول حالة مؤكدة في إسبانيا.
 كندا
أول ست حالات مؤكدة، أربعة في نوفا سكوتيا واثنين في كولومبيا البريطانية.
 المكسيك أول سبع حالات وفاة مؤكدة
 إسبانيا
أول حالة مؤكدة من انفلونزا الخنازير في المانسا، وبالتالي الحالة الأولى في أوروبا؛ (H1N1) قد انتشر من  إقليم الأمريكتين الي  منطقة أوروبا.
 ()المملكة المتحدة أول اثنين من الحالات المؤكدة في اسكتلندا.

#### 28 أبريل
منظمة الصحة العالمية الحالات المؤكدة هي الآن موجودة في أربعة من أقاليم المنظمة الستة (انظر الخريطة). اعتبارا من الساعة 19:15 بتوقيت جرينتش سبعة بلدان أبلغت رسميا عن حالات عدوي بأنفلونزا الخنازير.
 كندا  حالتين وأربعة حالات أخرى في ألبرتا، أونتاريو، على التوالي.
 إسرائيل
أول حالة مؤكدة في إسرائيل وبالتالي فإن شرق البحر الأبيض المتوسط (مرمزة بالأصفر) هي ثالث منطقة متضررة.
 نيوزيلندا
أول ثلاث حالات مؤكدة في نيوزيلندا وبالتالي فإن غرب المحيط الهادئ (مرمزة الأحمر) هو المنطقة الرابعة التي تتأثر.
 إسبانيا
ثاني حالة مؤكدة في إسبانيا في فالنسيا.

#### 29 نيسان / أبريل
منظمة الصحة العالمية
لجنة الطوارئ تلتقي للمرة الثالثة،  منظمة الصحة العالمية ترفع مستوي الإنذار للوباء من المرحلة 4 المرحلة 5 .  في الساعة 18:00 بتوقيت جرينتش، تسعة بلدان رسميا أبلغت 148 حالات عدوي بأنفلونزا الخنازير.
 الاتحاد الأوروبي مفوض العلاقات الخارجية بينيتا فيريرو-فالدنر تعلن وقف جميع عمليات السفر إلى المكسيك وتعقيم جميع المطارات بسبب وباء الإنفلونزا العالمي.
 النمسا
أول حالة مؤكدة.
 ألمانيا
أول ثلاث حالات مؤكدة، اثنين في بافاريا وواحدة في هامبورغ.
 إسبانيا
ثمانية حالات أخرى ترفع المجموع الكلي في إسبانيا إلى 10، بما في ذلك أول انتقال للعدوي من إنسان إلى إنسان (حيث أن المريض لم يذهب في الآونة الأخيرة إلى المكسيك ولكن أصيب من قبل مريض آخر كان قد زار المكسيك). هذا هو أول انتقال للعدوي بين البشر موثق في أوروبا.
 الولايات المتحدة
أول حالة وفاة خارج المكسيك، طفل ذو 23 شهر، في مستشفى في تكساس. واحد وتسعين من الحالات المؤكدة في الولايات المتحدة الأمريكية حتى الآن.
 جنوب أفريقيا أول اثنين من الحالات المبلغ عنها في جنوب أفريقيا من قبل اثنين من النساء سافرا الي المكسيك منذ أسابيع. هذه الحالات  تم تأكيدها في 18 حزيران / يونيه 2009.

#### 30 أبريل
كندا : حالة اخري في تورونتو، وثمانية اخرين في نوفا سكوتيا وألبرتا ليصل الإجمالي إلى 28.
 أيرلندا
أول حالة مؤكدة.
 هولندا
أول حالة مؤكدة، والبالغة من العمر ثلاث سنوات. الطفل عاد من المكسيك إلى هولندا في 27 أبريل / نيسان 2009.
 سويسرا
أول حالة مؤكدة.
 الولايات المتحدة
أربع حالات مؤكدة في تفشي للوباء في جامعة ديلاوير. واحدة من الحالات المؤكدة كان لاعب بيسبول، مما أدي الي إلغاء الفعاليات الرياضية في الجامعة وحفل مغني الراب اكره يونغ جيزي، وغيرها من الأنشطة المدرسية.
 المملكة المتحدة
ثلاث حالات مؤكدة من انفلونزا الخنازير، ليصل الإجمالي الي ثماني حالات مؤكدة.

### أيار / مايو 2009

#### 1 مايو
منظمة الصحة العالمية اعتبارا من الساعة 06:00 بتوقيت جرينتش، 11 بلدا رسميا أبلغت عن 331 حالة أنفلونزا.
 كندا
51 حالة المؤكدة.
 هونغ كونغ, الصين
- 300 شخص يتم وضعها تحت الحجر الصحي في فندق لمدة سبعة أيام بسبب أول حالة مؤكدة في هونغ كونغ.[70]
- الرئيس التنفيذي دونالد تسانغ يرفع مستوى الاستجابة من «خطير» إلى «حالة الطوارئ».[71]

 الدنمارك
أول حالة مؤكدة (في هفيدوفر).
 فرنسا أول اثنين من الحالات المؤكدة.
 المملكة المتحدة
الحالة الأولى والثانية من نقل العدوي من الإنسان إلى الإنسان داخل أكدت المملكة المتحدة.
 الولايات المتحدة
155 حالة مؤكدة، بما في ذلك اثنين في جامعة جورج واشنطن.

#### مايو 2
منظمة الصحة العالمية اعتبارا من الساعة 06:00 بتوقيت جرينتش 15 بلدا رسميا أبلغت عن 615 حالة أنفلونزا.
 كندا
الوكالة الكندية لفحص الأغذية تؤكد أول انتقال للعدوي من الإنسان إلى الحيوان، أول حالة معروفة من (الاتجاه المعاكس) حيوانية المنشأ.
 الصين تعلق رحلات طيران من المكسيك إلى شنغهاي عندما تم تأكيد حالة على رحلة من المكسيك.
كوريا الجنوبية
أول حالة مؤكدة.
 الولايات المتحدة
هناك أكثر من 430 مدرسة إغلقت في 18 ولاية.

#### 3 مايو
منظمة الصحة العالمية اعتبارا من الساعة 06:00 بتوقيت جرينتش 17 بلدا رسميا أبلغتعن 787 من الحالات .
 الجامعة العربية وزراء الصحة يلتقون في الرياض لمناقشة الدعم الفني والبشري ليتم نشره في أي من المناطق العربية المتضررة.
 كندا
101 من الحالات المؤكدة بعد سبع حالات في كولومبيا البريطانية، ثلاثة في ألبرتا، اثننين في نوفا سكوتيا، أونتاريو، وواحد في كيبيك.
 كولومبيا
أول حالة مؤكدة في أمريكا الجنوبية.

#### 4 مايو
منظمة الصحة العالمية اعتبارا من 06:00 بتوقيت جرينتش 20 بلدا رسميا أبلغت عن 985 من حالات الأنفلونزا.
 كندا فتاة من ادمونتون، ألبرتا تم تشخيصها بحالة شديدة من الفيروس H1N1.

#### 5 مايو
منظمة الصحة العالمية
اعتبارا من الساعة 06:00 بتوقيت جرينتش، 21 بلدا رسميا ذكرت 1,124 حالة أنفلونزا.
 الولايات المتحدة الأمريكية
- ثاني الوفيات المؤكدة وأول الوفيات في الولايات المتحدة، معلمة حامل في تكساس البالغة من العمر 33 عاما تلد طفلها الثاني عن طريق جراحة قيصرية لها خلال الشهر الثامن من الحمل، كانت في غيبوبة و على جهاز دعم الحياة.[89][90] Judy Trunnell had several underlying medical conditions, most notably ربو.[91][92][93]
- العديد من البحارة في سان دييغو، كاليفورنيا يصيبهم المرض . هذه هي أول الحالات في الولايات المتحدة البحرية.[94]

#### 6 مايو
منظمة الصحة العالمية
اعتبارا من الساعة 06:00 بتوقيت جرينتش 22 بلدا رسميا ذكرت 1,516 حالة أنفلونزا.
 غواتيمالا أول حالة مؤكدة، الأولى في أمريكا الوسطى.
 بولندا أول حالة مؤكدة.
 السويد أول حالة مؤكدة.

#### May 7
الأرجنتين
أول حالة مؤكدة.
 البرازيل أول أربع حالات مؤكدة.
 كندا تشير التقارير إلى أن امرأة مسنة مصابة بانفلونزا الخنازير قد توفيت في شمال ألبرتا، فكانت أول حالة وفاة في كندا متعلقة بانفلونزا الخنازير.
 هولندا
الحالة الثانية المؤكدة، البالغة من العمر 53 عاما  كانت قد سافروا في الآونة الأخيرة إلى المكسيك.
 الولايات المتحدة الأمريكية نيو انغلاند جورنال اوف ميديسين تؤسس مركز لإنفلونزا H1N1  على موقعها على الإنترنت.

#### May 8
منظمة الصحة العالمية
اعتبارا من 16:00 بتوقيت جرينتش، 25 بلدا رسميا ذكرت 2500 حالة من الأنفلونزا .
 Japan First three confirmed cases.
 Panama First confirmed case.

#### May 9
منظمة الصحة العالمية
اعتبارا من 06:00 بتوقيت جرينتش، 29 بلدا رسميا ذكرت 3,440 حالات من الأنفلونزا.
 Australia First confirmed case.
 البرازيل اثنين من الحالات المؤكدة، والتي يعتقد أن تكون أول حالة لنقل العدوي من الإنسان إلى الإنسان في البرازيل.
 كوستاريكا أول حالة وفاة مؤكدة وهي أول حالة وفاة خارج أمريكا الشمالية. ثلاث حالات أخرى مؤكدة، جميعهم أطفال .
 اليابان الحالة الرابعة المؤكدة، زميل لأول ثلاث حالات.
 النرويج أول اثنين من الحالات المؤكدة.
 الولايات المتحدة ثالث حالة وفاة مؤكدة ; رجل في واشنطن مصاب بأمراض القلب. الولايات المتحدة الأمريكية تخطت المكسيك في عدد الحالات المؤكدة للإصابة، 1693 إلى 1364، كندا في المركز الثالث برصيد 242 من الحالات.  
الأسبوع 18: انتشار نشاط الأنفلونزا في ثماني ولايات .

#### 10 مايو
منظمة الصحة العالمية
اعتبارا من الساعة 07:30 بتوقيت جرينتش، 29 بلدا رسميا ذكرت 4,379 حالة إنفلونزا.
 الصين أول حالة مؤكدة.

#### 11 مايو
منظمة الصحة العالمية
اعتبارا من الساعة 06:00 بتوقيت جرينتش، 30 بلدا رسميا ذكرت 4,694 حالة إنفلونزا.

#### 12 مايو
منظمة الصحة العالمية اعتبارا من 06:00 بتوقيت جرينيتش، 30 بلدا رسميا ذكرت 5,251 حالة أنفلونزا .
 كندا الحالة الأولى في يوكون تم تأكيدها .

#### 13 مايو
منظمة الصحة العالمية اعتبارا من 06:00 بتوقيت جرينيتش، 13 أيار / مايو 2009، 33 بلدا رسميا ذكرت 5,728 حالات أنفلونزا.
  بلجيكا أول حالة مؤكدة.
  بنما 10 أكثر الحالات المؤكدة اليوم. المجموع:39.

#### 14 مايو
منظمة الصحة العالمية اعتبارا من 06:00 بتوقيت جرينتش، 33 بلدا رسميا ذكرت 6,497 حالات أنفلونزا .
  بلجيكا ثاني حالة مؤكدة.
  كولومبيا  ثلاث حالات مؤكدة.المجموع: 10.

#### 15 مايو
منظمة الصحة العالمية اعتبارا من 06:00 بتوقيت جرينتش، 34 بلدا رسميا ذكرت 7,520 حالة أنفلونزا .
 الولايات المتحدة الأمريكية رابع وخامس حالة وفاة مؤكدة امرأة في أريزونا  تعاني من مرض في الرئة ورجل من تكساس في كوربوس كريستي، على التوالي.
  ماليزيا أول حالة مؤكدة.
  بنما أربع حالات جديدة مؤكدة اليوم. المجموع: 43, 23 منهم من الذكور و 20 منهم من الإناث. 20 من الحالات تحت 15 سنة.

#### 16 مايو

مناطق منظمة الصحة العالمية.

منظمة الصحة العالمية اعتبارا من 06:00 بتوقيت جرينتش 36 بلدا رسميا ذكرت 8,451 حالة أنفلونزا .
 الهند أول حالة مؤكدة في حيدر آباد. وهذا يمثل وصول (H1N1) في خمس من ست مناطق جنوب شرق آسيا.
 اليابان أول إصابة مؤكدة في كوبي، طالب في المدرسة الثانوية مع عدم وجود تاريخ من السفر إلى الخارج.
  ماليزيا ثاني حالة مؤكدة. أول مريض يظهر تحسنا كبيرا من العلاج.
 بنما 11 حالات مؤكدة جديدة. المجموع 54 .
 تركيا أول حالة مؤكدة، سائحة أمريكية تحلق من الولايات المتحدة عن طريق أمستردام، اكتشف في مطار أتاتورك الدولي في إسطنبول.
 الولايات المتحدة الأمريكية الأسبوع 19: انتشار نشاط الأنفلونزا في خمس ولايات وإقليميا في 13 ولاية.

#### 17 مايو
منظمة الصحة العالمية اعتبارا من 06:00 بتوقيت جرينتش 37 بلدا رسميا ذكرت 8,480 حالة أنفلونزا.
 بنما  54 حالة مؤكدة، بنما تحتل المركز الثاني، جنبا إلى جنب مع كندا في عدد الحالات في البلاد.

#### 18 مايو
منظمة الصحة العالمية
اعتبارا من الساعة 06:00 بتوقيت جرينتش، 40 بلدا رسميا ذكرت 8,829 حالة أنفلونزا، بما في ذلك 74 حالة وفاة.
 اليابان  96 الحالات المؤكدة; الآن تحتل المرتبة الرابعة في العالم في عدد الإصابات. الآلاف من المدارس في 21 مدينة في محافظات هيوغو وأوساكا أغلقت مؤقتا.
 الولايات المتحدة الأمريكية الوفاة السادسة في الولايات المتحدة في نيويورك.

#### 19 مايو
منظمة الصحة العالمية اعتبارا من 06:00 بتوقيت جرينتش، 40 بلدا رسميا ذكرت 9,830 حالة أنفلونزا، بما في ذلك 79 حالة وفاة.
 الولايات المتحدة الوفاة السابعة المؤكدة والتي تبلغ من العمر 44 عاما .
 اليابان 191 حالة مؤكدة؛ هيوغو لديها أكثر من 111.
 باراغواي أكدت أول حالة .
 تايوان أكدت أول حالة.

#### 20 مايو
منظمة الصحة العالمية اعتبارا من 06:00 بتوقيت جرينتش، 40 بلدا رسميا ذكرت 10,243 حالة أنفلونزا، من بينها 80 حالة وفاة.
الولايات المتحدة يموت مريض في ولاية أريزونا،  وآخر بالغ من العمر 22 عاما يموت في ولاية يوتا،  الحالتان الثامنة والتاسعة من وفيات H1N1 .
 اليابان 236 حالة مؤكدة، بما في ذلك الحالة الأولى في شيغا،
ومدن هاتشيؤوجي وكاواساكي في منطقة طوكيو الكبرى. اثنين من طالبات المدارس الثانوية من طوكيو الذي كان قد حضر مؤخرا مؤتمراً في نيويورك يفترض أنهما اصيبا في الخارج.
 النرويج حالة جديدة يتم  تأكيدها اليوم. المجموع: 4.

#### 21 مايو
منظمة الصحة العالمية اعتبارا من 06:00 بتوقيت جرينتش، 41 بلدا رسميا ذكرت 11,034 حالة أنفلونزا، بما في ذلك 85 حالة وفاة.
 اليابان 279 حالة مؤكدة، أكثر من 4,800 مدرسة أغلقت في منطقة كوبي .

#### 22 مايو
منظمة الصحة العالمية اعتبارا من 06:00 بتوقيت جرينتش، 42 بلدا رسميا ذكرت 11,168 حالة أنفلونزا، بما في ذلك 86 حالة وفاة.
 اليابان 317 حالة مؤكدة، بما في ذلك أول تأكيد في سايتاما.
الحالة لثالثة المؤكدة في طوكيو، رجل بالغ من العمر 25 عاما والذي زار أوساكا من 14 إلي  20 مايو.
الفلبين أول حالة مؤكدة.

#### 23 مايو
منظمة الصحة العالمية اعتبارا من 06:00 بتوقيت جرينتش، 43 بلدا رسميا ذكرت 12,022 حالة أنفلونزا، بما في ذلك 86 حالة وفاة.
 أيسلندا أول حالة مؤكدة. 4 حالات اخري مشتبه فيها.
الولايات المتحدة الأمريكية الأسبوع 20: انتشار نشاط الأنفلونزا في أربع ولايات؛ النشاط الإقليمي في 11.

#### 24 مايو
أستراليا اثنين آخرين من الحالات المؤكدة والذي يجعل العدد الكلي ا 16.
 الكويت أول حالة مؤكدة .

#### 25 مايو
منظمة الصحة العالمية اعتبارا من 06:00 بتوقيت جرينتش، 46 بلدا رسميا ذكرت 12,515 حالة أنفلونزا، بما في ذلك 91 حالة وفاة.
 أستراليا 22 حالة مؤكدة.
 أيرلندا ثاني حالة مؤكدة.

#### 26 مايو
منظمة الصحة العالمية اعتبارا من 06:00 بتوقيت جرينتش، 46 بلدا رسميا ذكرت 12,954 حالة أنفلونزا، بما في ذلك 92 حالة وفاة.
 الأرجنتين 14 حالة مؤكدة. المجموع: 19 
 أستراليا 61 حالات مؤكدة.
 بورتوريكو أول حالة مؤكدة.

#### 27 مايو
منظمة الصحة العالمية اعتبارا من 06:00 بتوقيت جرينتش، 48 بلدا رسميا ذكرت 13,398 حالة أنفلونزا، بما في ذلك 95 وفاة
 الأرجنتين 37 حالة مؤكدة.
 جمهورية الدومينيكان أول اثنين من الحالات المؤكدة.
 اليونان أكدت اثنين آخرين من الحالات.
رومانيا أول حالة مؤكدة.
 سنغافورة أول حالة مؤكدة.
 المملكة المتحدة 2 حالات جديدة مؤكدة. المجموع:186
 أوروغواي أكدت أول حالتين.

#### 28 مايو
أستراليا 147 حالة مؤكدة.
 سنغافورة  ثلاث حالات اخري مؤكدة. إجمالي الحالات المؤكدة تقف الآن عند أربعة.
 المملكة المتحدة أكثر من سبعة عشر حالة مؤكدة. المجموع: 203
 بوليفيا أول 2 من الحالات المؤكدة.
 فنزويلا أول حالة مؤكدة.

#### 29 مايو
منظمة الصحة العالمية اعتبارا من 06:00 بتوقيت جرينتش، 53 بلدا رسميا ذكرت 15,510 حالة أنفلونزا، بما في ذلك 99 الوفيات
 المملكة المتحدة 14 حالة مؤكدة. المجموع: 217
 النرويج  حالة جديدة مؤكدة. المجموع: 5
 المجر أول حالة مؤكدة
 أوروغواي 4 حالات مؤكدة جديدة. المجموع: 6
 اليونان حالة أخرى  مؤكدة. إجمالي 4.

#### 30 مايو
إستونيا أول حالة مؤكدة.
 الولايات المتحدة الأمريكية  الأسبوع 21: انتشار نشاط الأنفلونزا في خمس ولايات وإقليميا في 10.

#### 31 مايو
جمهورية الدومينيكان تسع حالات أخرى مؤكدة، المجموع 11 حالة على الصعيد الوطني.

### حزيران / يونيه 2009

#### 1 يونيو
منظمة الصحة العالمية اعتبارا من 06:00 بتوقيت جرينتش، 62 بلدا رسميا ذكرت 17,410 حالة أنفلونزا، بما في ذلك 115 حالة وفاة.
 بلغاريا أول حالة مؤكدة.

#### 2 يونيو
برمودا أول حالة مؤكدة.
 مصر أول حالة مؤكدة.
 لوكسمبورغ أول حالة مؤكدة.
 نيكاراغوا أول حالة مؤكدة.

#### 3 يونيو
منظمة الصحة العالمية اعتبارا من 06:00 بتوقيت جرينتش، 3 حزيران / يونيه 2009، 66 بلدا رسميا ذكرت 19,273 حالة أنفلونزا، بما في ذلك 117 حالة وفاة.
 المملكة العربية السعودية أول حالة مؤكدة.

#### 4 يونيو
بربادوس أول حالة مؤكدة.
 ماليزيا  ثلاث حالات جديدة مؤكدة. المجموع: 5
 ترينيداد وتوباغو أول حالة مؤكدة.

#### 5 يونيو
منظمة الصحة العالمية اعتبارا من 06:00 بتوقيت جرينتش، 69 بلدا رسميا ذكرت 21,940 حالة أنفلونزا، من بينها 125 حالة وفاة.
 أستراليا 1006 حالات مؤكدة.
 جزر كايمان أول حالة مؤكدة.
 جمهورية الدومينيكان حالة الوفاة الأولى، فتاة تبلغ من العمر 17 عاما وحامل. مجموع الحالات المؤكدة يرتفع إلى 44.
 أوكرانيا أول حالة مؤكدة.

#### 6 يونيو
ماليزيا  حالة جديدة المؤكدة. المجموع: 7
 الولايات المتحدة الأمريكية  الأسبوع 22: انتشار نشاط الأنفلونزا في ثماني ولايات وإقليميا  في تسعة.

#### 7 حزيران / يونيو
شيلي تأكيد حالة الوفاة الثانية.
 نيوزيلندا السلطات أكدت أن رجل سافر من أمريكا الشمالية لديه أنفلونزا (H1N1). المجموع: 14

#### 8 يونيو
منظمة الصحة العالمية اعتبارا من 06:00 بتوقيت جرينتش، 73 بلدا رسميا ذكرت 25,288 حالة أنفلونزا، بما في ذلك 139 حالة وفاة.
 دومينيكا أول حالة مؤكدة.
 نيوزيلندا ثلاث حالات مؤكدة اثنين منها من الرحلات الدولية. المجموع: 17

#### 10 حزيران / يونيو
منظمة الصحة العالمية اعتبارا من 06:00 بتوقيت جرينتش، 74 بلدا رسميا ذكرت 27,737 حالة أنفلونزا، بما في ذلك 141 حالة وفاة.
 كولومبيا أول حالة وفاة مؤكدة.
 بولينيزيا الفرنسية أول حالة مؤكدة في الجزر.
 غواتيمالا أول حالة وفاة مؤكدة.

#### 11 حزيران / يونيو
منظمة الصحة العالمية ترفع مستوى التأهب للوباء إلى المرحلة 6.
 أستراليا 1263 من الحالات على الصعيد الوطني، مع أكثر من 1000 حالة في ولاية فيكتوريا وحدها.
 جزر فيرجن البريطانية أول حالة مؤكدة في الجزر.
 كوبا الحالة السادسة في الجزيرة.
 الأراضي الفلسطينية أول حالة مؤكدة في الضفة الغربية.

#### 12 حزيران / يونيو
منظمة الصحة العالمية اعتبارا من 07:00 بتوقيت جرينيتش، 12 حزيران / يونيه 2009، 74 بلدا رسميا ذكرت 29,669 حالة أنفلونزا، بما في ذلك 145 حالة وفاة.
 المغرب أول حالة مؤكدة.
 مان أول حالة مؤكدة.

#### 13 حزيران / يونيو
بوليفيا حالتين آخرين. المجموع: 7
 ماليزيا  حالة أخرى مؤكدة. المجموع: 12
 الولايات المتحدة نشاط واسع للأنفلونزا في 11 ولاية .

#### 15 يونيو
ماليزيا خمس حالات H1N1 تم تأكيدها. المجموع: 17
 المملكة المتحدة أول حالة وفاة مؤكدة.

#### 16 يونيو
سري لانكا أول حالة مؤكدة.

#### 17 يونيو
موناكو أول حالة مؤكدة.
 ماليزيا أربع حالات H1N1 تم تأكيدها. المجموع: 23

#### 19 يونيو
أنتيغوا وبربودا أول حالة مؤكدة.
 بنغلاديش أول حالة مؤكدة.
 إثيوبيا أول اثنين من الحالات المؤكدة.
 سلوفينيا أول حالة مؤكدة.

#### 22 يونيو
الفلبين أول حالة وفاة في آسيا تم تأكيدها. الوفيات تم تأكيدها الآن في 3 من 6 من مناطق منظمة الصحة العالمية.

#### 24 يونيو
العراق أول سبع حالات مؤكدة.
 اليابان 52 من الحالات المؤكدة. المجموع: 944.
 صربيا أول حالة مؤكدة.
 الولايات المتحدة الأمريكية الأسبوع 24: انتشار نشاط الأنفلونزا في اثني عشر ولاية وإقليمياً  في سبعة.

#### 27 يونيو
الولايات المتحدة الأمريكية  الأسبوع 25: انتشار نشاط الأنفلونزا في عشر ولايات وإقليمياً في 11 ولاية.

#### 29 يونيو
البوسنة والهرسك أول حالة مؤكدة.
الدنمارك أول حالة من مفاومة أوسيلتاميفير (تاميفلو).
 كينيا أول حالة مؤكدة.
 موريشيوس أول حالة مؤكدة.
 نيبال أول ثلاث حالات مؤكدة.
 جنوب أفريقيا 7 حالات مؤكدة جديدة. إجمالي الحالات المؤكدة نما إلى 12640 في جنوب أفريقيا خلال بضعة أشهر.

### 30 يونيو
الولايات المتحدة 40 مليون من لقاحات H1N1 الغير مستخدمة  انتهت صلاحيتها وتم تدميرها.

### تموز / يوليه 2009

#### 1 يوليو
غوام أول حالة مؤكدة.

#### 2 يوليو
أستراليا أول حالة وفاة مؤكدة  في نيو ساوث ويلز. المجموع: 10
 اليابان الحالة الثانية التي وجدت بطفرة معينة مما أدى إلى ظهور مقاومة للأوسيلتاميفير (تاميفلو).

#### 4 يوليو
الولايات المتحدة الأمريكية الأسبوع 26: انتشار نشاط الأنفلونزا في تسع ولايات وإقليمياً  في 12ولاية.
 البرتغال أول حالة انتقال من الإنسان إلى الإنسان الإرسال. المجموع: 38
 سوريا أول حالة مؤكدة.

#### 5 يوليو
بيرو أول حالتي وفاة مؤكدتين.

#### 6 تموز / يوليو
منظمة الصحة العالمية 429 حالة وفاة في جميع أنحاء العالم.

#### 8 يوليو
بليز أول خمس حالات مؤكدة.

#### 9 يوليو
تنزانيا أول حالة مؤكدة.

#### 11 يوليو
الولايات المتحدة الأمريكية الأسبوع 27: انتشار نشاط الأنفلونزا في تسع 

#### 12 تموز / يوليو
كولومبيا سادس حالة وفاة مؤكدة من أصل 165 مصابة
 ماليزيا 39 حالة أخرى من الحالات المؤكدة. المجموع: 710.
 المملكة المتحدة  2 حالة وفاة مؤكدة. إجمالي الوفيات: 17.

#### 13 تموز / يوليو
البرازيل حالة وفياة أخرى مؤكدة. إجمالي الوفيات: 3.
 إكوادور ثالث الوفاة المؤكدة. إجمالي الوفيات: 3.

#### 14 يوليو
البرازيل رابع وفاة مؤكدة.
 ماليزيا 32 من الحالات المؤكدة. المجموع: 804
 نيوزيلندا اثنين آخرين من الوفيات المؤكدة. إجمالي الوفيات 9. إجمالي الحالات المؤكدة: 1,984.

#### 16 يوليو
سنغافورة أول حالة وفاة مرتبطة بالإنفلونزا تم تأيكدها .
 السودان أول حالتين مؤكدتين .

#### 17 يوليو
هاواي أول حالة وفاة، بالستينات من عمره.

#### 18 يوليو
الولايات المتحدة الأمريكية  الأسبوع 28: انتشار نشاط الأنفلونزا في سبع ولايات وإقليمياً في 13 ولاية.
 فنزويلا أول حالة وفاة مؤكدة.
 سنغافورة أول حالة وفاة تم تأكيدها والبالغ من العمر 49 عاما
ويعاني أيضا من مرض السكري وارتفاع ضغط الدم وارتفاع الكوليسترول في الدم، وأزمة قلبية بسبب التهاب رئوي حاد.

#### 19 يوليو
مصر أول حالة وفاة مؤكدة.
 جورجيا أول حالة مؤكدة.

#### 20 تموز / يوليو
ألبانيا أول حالة مؤكدة.
 غوام أول حالة وفاة مؤكدة.
 ناميبيا أول اثنين من الحالات المؤكدة.

#### 21 يوليو
كندا الحالة الرابعة لطفرة لدواء التاميفلو قد وجدت في رجل في الستين من عمره من كيبيك، كندا.
 ولايات ميكرونيزيا الموحدة أول حالة مؤكدة، البالغ من العمر 27 عاما .
 جزر ماريانا الشمالية أول حالتين تم تأكيدهم.

#### 22 تموز / يوليو
المجر أول حالة وفاة مؤكدة .
 تونغا أول حالة وفاة مؤكدة.

#### 23 يوليو
منظمة الصحة العالمية توقفت عن تتبع الحالات الفردية.
 الجامعة العربية وزراء الصحة عقدوا قمة بعد وفاة الحاج الذي كان قد عاد من الحج. لوائح جديدة صدرت عن الحج: أي شخص يقل عمره عن 12 أو أكبر من 65 أو الذين لديهم «مشاكل صحية مزمنة» لا يجوز لهم إجراء فعاليات الحج إلى مكة المكرمة.
 ماليزيا أول حالة وفاة مؤكدة والذي كان يعاني من السمنة المفرطة ويبلغ من العمر 30 عاما .

#### 24 يوليو
كندا أول حالة وفاة.
 جزر كايمان أول حالة وفاة 

#### 25 يوليو
إندونيسيا حالة الوفاة الأولى في السادسة من عمرها والتي تعاني من التهاب رئوي حاد.
 الولايات المتحدة الآلاف من الأميركيين تلقوا لقاح الإنفلونزا H1N1 .
 الأسبوع 29: انتشار نشاط الأنفلونزا في أربع ولايات وإقليمياً في ثمانية.

#### 26 تموز / يوليو
النرويج مخيم الشباب مع 1700 مشارك من خمسة عشر دولة قد تم غلقه بعدما أصيب خمسين من النرويجيين بفيرس H1N1.

#### 27 يوليو
منظمة الصحة العالمية 816 حالة وفاة في جميع أنحاء العالم.
 ألمانيا المركز الاتحادي الألماني للأمراض المعدية، مركز معهد روبرت كوخ صرح بأن  هناك 3,810 حالات مؤكدة في البلاد ؛ ولكن تقريبا جميع الحالات خفيفة.
 إسرائيل أول حالة وفاة مؤكدة في مدينة إيلات.
 كوسوفو أول حالة مؤكدة.
 سانت كيتس ونيفيس أول حالة وفاة .
 المملكة العربية السعودية أول حالة وفاة مؤكدة.

#### 28 يوليو
اليابان ثالث حالة مقاومة لأوسيلتاميفير (تاميفلو) المقاومة.
 تايلاند  الإبلاغ عن أول حالة لإنتقال الفيروس عموديا، حيث يولد الطفل مصابا.

#### 29 يوليو
سوازيلند أول حالة مؤكدة.
 الولايات المتحدة الأمريكية الجيش الأمريكي يريد إنشاء فرق إقليمية من العسكريين لمساعدة السلطات المدنية في حالة تفشي الفيروس في خريف هذا العام، وفقا لمسؤولين في وزارة الدفاع.

#### 30 يوليو
أذربيجان أول حالتين من فيروس (H1N1)  تم تأكيدهم حيثوا كانوا في عطلة في فرنسا والمملكة المتحدة، على التوالي.
 بلجيكا أول حالة وفاة مؤكدة، امرأة 34 عاما .
 فرنسا أول حالة وفاة مؤكدة، البالغة من العمر 14 عاما في بريست.
 الغابون أول حالة مؤكدة.
 لبنان أول حالة وفاة مؤكدة، والذي يبلغ من العمر 30 عاما .
 مولدوفا أول حالة مؤكدة.
 السعودية ثاني حالة وفاة مؤكدة، امرأة إندونيسية 28 عاماً.
 تايوان أول حالة وفاة مؤكدة .

#### 31 يوليو
منظمة الصحة العالمية 1,154 الوفيات في جميع أنحاء العالم.
 فرنسا سفينة سياحية أبلغت بإصابة العشرات بالإنفلونزا من بين 5000 فرد من الركاب وأفراد الطاقم.

### آب / أغسطس 2009

#### 1 أغسطس
أستراليا أول حالة عكس الأمراض الحيوانيه تم تاكيدها في مزارع خنازير في دينيدو.
 الولايات المتحدة الأمريكية مركز مكافحة الأمراض والتحكم بها في الأسبوع ال 30 من رصد أنفلونزا الطيور: انتشار نشاط الأنفلونزا في أربع دول، نشاط إقليمي في 11 دوله . «تم التبليغ عن أكثر من 98% من جميع أنواع فيروسات الأنفلونزا A لمركز مكافحه اللأمراض والتحكم بها كانت فيروس أنفلونزا جديده (H1N1) A .»

#### 3 أغسطس
جنوب أفريقيا
أكدت أول حالة وفاة في جنوب أفريقيا. إجمالي عدد الوفيات في نهاية الوباء 93.

#### 4 أغسطس
الهند أول حالة وفاة مؤكدة.
 هولندا أول حالة وفاة مؤكدة، ذكر يبلغ من العمر 17 عاما .
 جزر سليمان أول حالة مؤكدة.

#### 6 أغسطس
منظمة الصحة العالمية 1,462 حالة وفاة في جميع أنحاء العالم.

#### 8 أغسطس
الولايات المتحدة الأمريكية مركز مكافحة الأمراض والتحكم بها في الأسبوع ال 31 من رصد أنفلونزا الطيور : انتشار نشاط الأنفلونزا في أربع دول، نشاط إقليمي في 10 دول.

#### 11 أغسطس
كوستاريكا تم تاكيد حالة الرئيس أوسكار آرياس باصابتة بانفلونزا الخنازير، أول رئيس دولة عرف أنه مصاب.

#### 13 أغسطس
منظمة الصحة العالمية 1,799 حالة وفاة في جميع أنحاء العالم.

#### 14 أغسطس
مدغشقر أول حالة مؤكدة.

#### 15 أغسطس
جمهورية الكونغو الديمقراطية أول حالة H1N1 مؤكدة.
 الولايات المتحدة الأمريكية مركز مكافحة الأمراض والتحكم بها في الأسبوع ال 32 من رصد أنفلونزا الطيور : انتشار نشاط الأنفلونزا في دولتين نشاط إقليمي في ثمانية دول.

#### 17 أغسطس
ماليزيا تاكيد حالتين وفاة جدد. المجموع: 64 حالة وفاة.
 مالطا أول حالة وفاة مؤكدة.

#### 18 أغسطس
ماليزيا ثلاث وفيات مؤكدة. المجموع: 67 حالة وفاة.

#### 19 أغسطس
بيلاروس أول حالة H1N1 مؤكدة.

#### 20 أغسطس
الكويت أول حالة وفاة مؤكدة.
 ماليزيا حالة وفاة مؤكده. المجموع : 68 حالة وفاة. ارتفاع معدل الوفيات على نحو غير عادي بمعدل أربعة أضعاف المتوسط العالمي،  يتم التحقيق في ذلك من قبل منظمة الصحة العالمية.
 هولندا ثاني حالة وفاه مؤكدة لذكر بالغ من العمر 58 عاما.

#### 21 أغسطس
شيلي تم العثور على حالة H1N1  في ديك رومي في مزرعة في تشيلي بالقرب من ميناء مدينة فالبارايسو في حالة فريدة من نوعها حيوانية المنشأ.
 ألمانيا 13,740 حالة مؤكدة.
 عمان أول حالة وفاة مؤكدة.
 الإمارات العربية المتحدة أول حالة وفاة مؤكدة.
 المملكة المتحدة أول حالة وفاة مؤكدة في ايرلندا الشمالية .

#### 22 أغسطس
كاليدونيا الجديدة أول حالة وفاة مؤكدة.
 الولايات المتحدة الأمريكية الأسبوع 33: انتشار نشاط الأنفلونزا في ولايتين والنشاط الإقليمي في 13 ولاية. يظهر نشاط متزايد في جنوب شرق البلاد.

#### 23 أغسطس
منظمة الصحة العالمية على الأقل 2,185 حالة وفيات في جميع أنحاء العالم.
 اليونان أول حالة وفاة مؤكدة.

#### 24 أغسطس
ألمانيا 14,325 حالة مؤكدة.
 قيرغيزستان أول اثنين من الحالات المؤكدة، زوج وزوجة ؛ الرجل قد سافر مؤخرا إلى دبي.
 ماليزيا حالة أخرى مؤكدة. المجموع: 69 حالة وفاة.

#### 25 أغسطس
ماليزيا حالة وفاة أخرى مؤكدة. المجموع: 70 حالة وفاة.

#### 26 أغسطس
أنغولا أول حالة مؤكدة.
 ألمانيا 14,940 حالة مؤكدة.
 إيران أول حالة وفاة مؤكدة
 ماليزيا حالة وفاة أخرى مؤكدة. المجموع: 71 حالة وفاة.
 سوريا أول حالة وفاة مؤكدة.

#### 27 أغسطس
الأمم المتحدة;شيلي الأمم المتحدة تصدر تحذيرا بشأن اكتشاف ديوك رومية مصابة  في مزارع في شيلي، حالة غير عادية من الأمراض حيوانية المصدر والتي تثير المخاوف بشأن احتمال زيادة إعادة تشكيل الفيروس.

#### 28 أغسطس
منظمة الصحة العالمية معظم البلدان في نصف الكرة الجنوبي (ممثلة في شيلي، الأرجنتين ونيوزيلندا وأستراليا) يبدو أن مرت ذروة نشاط الأنفلونزا وعاد إلى خط أساس النشاط.
 ألمانيا 15,567 حالة مؤكدة.

#### 29 أغسطس
بنغلاديش أول حالة وفاة مؤكدة.
 البرازيل 602  حالة وفاة مؤكدة، وهو أعلى رقم من أي دولة حتى الآن.
 الولايات المتحدة الأمريكية  الأسبوع 34: نشاط الأنفلونزا والذي كان مستقرة إلى حد كبير أو ينخفض خلال الأسابيع الماضية، بدأ في الزيادة في الولايات المتحدة .

#### 30 أغسطس
منظمة الصحة العالمية على الأقل 2,837 حالة وفيات في جميع أنحاء العالم.
 كولومبيا الرئيس ألفارو أوريبي تم تأكيد إصابته بانفلونزا الخنازير، وبالتالي فهو ثاني رئيس دولة يصاب.
 جيبوتي أول سبع حالات مؤكدة.
 الإمارات العربية المتحدة الموت الثاني تم تأكيده .

#### 31 أغسطس
البحرين أول حالة وفاة مؤكدة، امرأة من جنوب شرق آسيا  في الثلاثينات من عمرها .
 السويد أول حالة وفاة مؤكدة.

### أيلول / سبتمبر 2009

#### 2 سبتمبر
ماكاو أول حالة وفاة مؤكدة.
 البرتغال 5,123 حالة رسميا

#### 3 سبتمبر
ماليزيا حالة وفاة أخرى مؤكدة. المجموع: 73 حالة وفاة.
 الولايات المتحدة  مراكز السيطرة على الأمراض  يلاحظ أن 67% من الستة وثلاثين طفل الذين لقوا حتفهم من فيروس H1N1 في بداية الوباء، واحد على الأقل منهم لديه حالة طبية مزمنة خطيرة، مع خلل في الجهاو العصبي مثل تأخر في النمو، والصرع، والشلل الدماغي . أكثر من 80% من الأطفال الذين ماتوا كانوا في الخامسة أو أكبر، وهذا يتناقض مع الإنفلونزا الموسمية والتي  نصف حالة الوفيات فيها تكون سنها أربعة أو أقل.

#### 4 سبتمبر
إيطاليا أول حالة وفاة مؤكدة.

#### 5 سبتمبر
الولايات المتحدة الأمريكية الأسبوع 35: الأنفلونزا يزيد في الولايات المتحدة على نطاق واسع نشاط الأنفلونزا في 11 ولاية والنشاط الإقليمي في 13 ولاية.

#### 6 سبتمبر
منظمة الصحة العالمية على الأقل 3,205 حالة وفاة في جميع أنحاء العالم.

#### 7 سبتمبر
إكوادور رئيس الأمن الرئاسي الإكوادوري، العقيد جون ميرينو،
يموت من انفلونزا H1N1
بعد ثمانية وعشرين يوما في مستشفى كيتوالعسكري.
 جزر فارو أول 44 حالة مؤكدة.
 ناميبيا أول حالة وفاة مؤكدة، والذي يبلغ من العمر 37 عاما، رجل أعمال  سقط مريضا في أنغولا.

#### 8 سبتمبر
سورينام أول حالة وفاة مؤكدة.

#### 9 سبتمبر
مدغشقر أول حالة وفاة مؤكدة.
 الولايات المتحدة الأمريكية
تفشي للوباء يتم تأكيده  في الألعاب الاتفاقية باكس في سياتل، واشنطن.

#### 10 سبتمبر
ملاوي أول حالة مؤكدة.

#### 11 سبتمبر
أستراليا أول حالة مقاومة للأوسيلتاميفير (تاميفلو).

#### 12 سبتمبر
الولايات المتحدة الأمريكية الأسبوع 36: نشاط الأنفلونزا في تزايد مستمر مع الانتشار في واحد وعشرين ولاية .

#### 13 سبتمبر
منظمة الصحة العالمية على الأقل 3,486 حالة وفاة في جميع أنحاء العالم.

#### 14 سبتمبر
موزامبيق أول حالة وفاة مؤكدة، أنثي تبلغ من العمر 29 عاما أنثى .

#### 17 سبتمبر
مالطا ثالث وفاة مؤكدة.
 هولندا ثالث ورابع وفاة مؤكدة، رجل يبلغ من العمر52 عاما وامرأة 85 عاما، على التوالي .
 المملكة المتحدة وزير الصحة اندي برنهام يصرح بأن الذروة الثانية من انفلونزا الخنازير قد بدأت حيث هناك 5000 شخص مصاب بالفيروس هذا الأسبوع مقارنة بـ3000 الإسبوع الماضي.

#### 18 سبتمبر
مارتينيك أول حالة وفاة مؤكدة .

#### 19 سبتمبر
ماليزيا حالة وفاة أخرى مؤكدة. المجموع: 77 حالة وفاة.
الولايات المتحدة الأمريكية الأسبوع 37: انتشار نشاط الأنفلونزا في ستة وعشرين ولاية .

#### 20 سبتمبر
منظمة الصحة العالمية أكثر من 3,917 حالة وفيات في جميع أنحاء العالم.

#### 21 سبتمبر
الصين  حملة تطعيم وطنية تبدأ في الصين، مما يجعلها أول دولة تصدر لقاح الإنفلونزا H1N1.
 الولايات المتحدة الحكومة أمرت بمجموعه من 251 مليون جرعة من لقاح إنفلونزا H1N1 من الشركات المصنعة، بما يزيد عن 195 مليون دولار.

#### 23 سبتمبر
البرتغال أول حالة وفاة مؤكدة، برتغالي  يعيش في فرنسا.

#### 25 سبتمبر
ألمانيا أول حالة وفاة مؤكدة، امرأة تبلغ من العمر 36 عاما.
 الولايات المتحدة اثنين وأربعين من المدارس أغلقت في ثماني ولايات مع بداية الموجة الثانية من الوباء في أوائل الخريف.

#### 26 سبتمبر
الولايات المتحدة الأمريكية  الأسبوع 38: انتشار نشاط الأنفلونزا في سبعة وعشرين ولاية.

#### 27 سبتمبر
منظمة الصحة العالمية على الأقل 4,108 حالة وفاة في جميع أنحاء العالم.
 الولايات المتحدة الموجة الثانية من وباء H1N1 تضغط علي المستشفيات في الولايات المتحدة وتدعو الي إغلاق المدارس.

#### 28 سبتمبر
كمبوديا أول حالة وفاة مؤكدة.

#### 29 سبتمبر
أيرلندا أول حالة حيوانية المنشأ في الخنازير.

#### 30 سبتمبر
أستراليا بداية التطعيم الشامل .
 بلغاريا أول حالة وفاة مؤكدة.
 الصين سينوفاك، أول شركة في جميع أنحاء العالم لإكمال التجارب السريرية للقاح ، يتلقى أمر بإضافة 3 ملايين جرعة من لقاح الإنفلونزا  من حكومة جمهورية الصين الشعبية ، مما يجعل المجموع 6.3 مليون جرعة.
 الولايات المتحدة 46 ولاية بالإضافة الي  واشنطن العاصمة بدأوا في طلب 1,378,200 جرعة من لقاح الأنفلونزا  .

### تشرين الأول / أكتوبر 2009

#### 3 أكتوبر
الولايات المتحدة الأمريكية  الأسبوع 39: نسبة الوفيات المنسوبة إلى الالتهاب الرئوي والأنفلونزا تصل إلى عتبة الوباء م.انتشار نشاط الأنفلونزا في سبعة وثلاثين ولاية .

#### 4 أكتوبر
منظمة الصحة العالمية على الأقل 4,525 حالة وفاة في جميع أنحاء العالم.
 طاجيكستان أول حالة مؤكدة.
 الولايات المتحدة الأمريكية مركز السيطرة على الأمراض يصرح بأن موسم الأنفلونزا يبدأ رسميا.

#### 5 أكتوبر
الأمم المتحدة  مسؤولو صحة الأمم المتحدة صرحوا بأن الدول الغنية يجب عليها زيادة المزيد من اللقاحات واتاحتها للدول الفقيرة. بعض البلدان مثل الولايات المتحدة والبرازيل وفرنسا وافقت على تقديم 10 في المئة من مخزون اللقاح لديها للبلدان النامية. الشركات المصنعة قد تبرعت أيضا بحوالي 150 مليون جرعة من اللقاح.

#### 6 أكتوبر
الصين أول حالة وفاة مؤكدة في لاسا، التبت.
 تنزانيا أول حالة وفاة مؤكدة.

#### 9 أكتوبر
اليمن وجدت مقاومة للتاميفلو .

#### 10 أكتوبر
كوبا أول حالات وفاة مؤكدة، ثلاثة من النساء الحوامل.
 الولايات المتحدة الأمريكية  الأسبوع 40: نسبة الوفيات المنسوبة إلى الالتهاب الرئوي والأنفلونزا أصبحت رسميا فوق عتبة الوباء.

#### 11 أكتوبر
منظمة الصحة العالمية على الأقل 4,735 حالة وفاة في جميع أنحاء العالم.

#### 12 أكتوبر
النرويج أول حالة حيوانية المصدر في نورد ترونديلاغ.
 رواندا أول حالة مؤكدة.
 ساو تومي وبرينسيبي أول حالة مؤكدة.

 فيتنام تم تأكيد ثلاث حالات مقاومة للتاميفلو .

#### 13 أكتوبر
منغوليا أول حالة مؤكدة.

#### 15 أكتوبر
الهند أكثر من ست حالات وفاة مؤكدة. المجموع: 405 حالة وفاة.
 المملكة المتحدة عدد الوفيات تخطي 100. إجمالي حالات الوفاة المؤكدة: 106. وزير الصحة يؤكد أن هناك 27,000 حالة في الأسبوع الماضي في إنجلترا وحدها ، بالمقارنة بـ 14,000 قبل أسبوع. وزير الصحة أعلن أيضا أن 415,000 تطعيم سوف يبدأ في  21 تشرين الأول / أكتوبر ، ثم 5,000,000 تطعيم آخر بعدها بأسبوع. 20 ٪ من الحالات في المستشفى هي حالات حرجة. وترى الحكومة أنه يمكن الحصول على 50,000,000 تطعيم للبريطانيين قبل عيد الميلاد المجيد.

#### 16 أكتوبر
الولايات المتحدة توقع نقص لقاح انفلونزا الخنازير بعد وقت قصير  في بعض الولايات ،  انتشار نشاط الإنفلونزا على نطاق واسع في 41 ولاية. كما أعلن أن عدد الحالات في المستشفيات والوفيات لم يسبق لها مثيل في هذا الوقت من العام .

#### 17 أكتوبر
منظمة الصحة العالمية على الأقل 4,999 حالة وفاة في جميع أنحاء العالم.
 الولايات المتحدة الأمريكية  الأسبوع 41: انتشار نشاط الأنفلونزا على نطاق واسع في ستة وأربعين ولاية.

#### 19 أكتوبر
الولايات المتحدة تم تأكيد وجوج الفيرس في عينة مخاط الأنف أخذت من خنزير في ولاية مينيسوتا كأول حالة من الأمراض حيوانية المصدر في البلاد.
 الهند اثنين آخرين من الوفيات المؤكدة. المجموع: 415 حالة وفاة.
 اليابان التطعيم الشامل بدأ.

#### 20 أكتوبر
كندا الديوك المصابة  في أونتاريو تم تأكيدها ، وههذه الحالة الثانية من الأمراض حيوانية المصدر في العالم.
أيسلندا
أول حالة وفاة مؤكدة.
 الولايات المتحدة
في حالة فريدة من الأمراض الحيوانية المصدر ، نمس في ولاية أوريغون تم تأكيد إصابته بفيروس H1N1.

#### 21 أكتوبر
كندا مزرعة دواجن في مقاطعة أونتاريو قد تأكد إصابتها بفيروس A/H1N1  ، مما يجعل كندا ثاني دولة تبلغ عن هذه العدوى بعد شيلي 
 اليابانعشرة خنازير مصابة يتم اكتشافها في قطيع الخنازير في أوساكا،  أول حالة حيوانية المنشأ في آسيا.
 المملكة المتحدة التطعيمات تبدأ على الصعيد الوطني ، 14,000,000 من ذوي الأولوية يتم تطعيمهم في البداية ، ثم في نهاية المطاف ما يقارب 51,000,000 بريطانيين آخرين.
 صربيا أول حالة وفاة مؤكدة.

#### 22 أكتوبر
جمهورية التشيك أول حالة وفاة مؤكدة.
 العراق
المخاوف من فيروس H1N1 تدفع ما يقرب من 2500  إغلاق للمدارس.

#### 23 أكتوبر
ألمانيا ثالث وفاة مؤكدة.
 منغوليا أول حالة وفاة مؤكدة.
 هولندا
اثنين من الوفيات الجديدة . إجمالي الوفيات: 6
 الولايات المتحدة الرئيس باراك أوباما يعلن قانون الطوارئ.

#### 24 أكتوبر

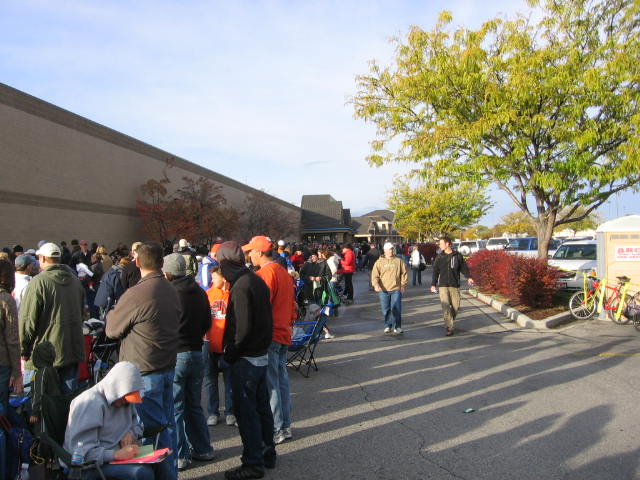
المجموعات المعرضة للخطر تصطف لمن أجل اللقاح.

الولايات المتحدة مختلف إدارات الصحة العامة في جميع أنحاء البلاد نفد منها اللقاح بسبب العجز في 10 ملايين جرعة. وفقا لمركز السيطرة على الأمراض الأسبوع 42, نشاط الأنفلونزا منتشرة في 48 ولاية ، مع النشاط الإقليمي في اثنين فقط: ولاية هاواي وولاية كارولينا الجنوبية.

#### 25 أكتوبر
منظمة الصحة العالمية على الأقل 5,712 من الوفيات في جميع أنحاء العالم.

#### 26 أكتوبر
الصين وفاة أخرى أكدت في شمال غرب مقاطعة شينجيانغ.
 عمان التطعيم الشامل بدأ.

#### 27 أكتوبر
كندا  حملة التطعيم بدأت.
روسيا أول حالتين وفاة مؤكدتين في أقصى شرق مدينة تشيتا.
 أيسلندا أول حالة عكس الأمراض الحيوانية المصدر أكتشفت في الخنازير.

#### 28 أكتوبر
البرتغال طفل في العاشرة من عمره مات بعد 48 ساعة من الإصابة بالإنفلونزا.

#### 29 أكتوبر
أفغانستان أول حالة وفاة مؤكدة.
 نيجيريا أول حالة مؤكدة.
 جمهورية الكونغو أول حالة مؤكدة.

#### 30 أكتوبر
ECDC في المركز الأوروبي لمكافحة الأمراض يصدر تقارير بأن هناك 302 حالة وفاة في أوروبا حتى الآن .
 أوكرانيا أول حالة وفاة مؤكدة. وفي الوقت نفسه، رئيسة الوزراء الأوكرانية يوليا تيموشينكو أمرت ببرنامج غير مسبوق لمكافحة المرض لكي يدخل حيز التنفيذ على الفور في محاولة لمنع انتشار المرض. 'الحجر الصحي الكامل' سيتم فرضه في سبع محافظات من أوكرانيا الغربية، والشرطة ستراقب دخول وخروج جميع الأشخاص. حيث سيتم منع من يفتقد  إلى تصريح السفر

#### 31 أكتوبر
كرواتيا أول حالة وفاة مؤكدة.

 الولايات المتحدة وفقا لمركز السيطرة على الأمراض الأسبوع 43, نشاط الأنفلونزا انتشر في 48 ولاية ، والنشاط الإقليمي في ولايتين: ولاية هاواي وولاية ميسيسيبي.

### تشرين الثاني / نوفمبر 2009

#### 1 نوفمبر
أفغانستان المدارس أغلقت لمدة ثلاثة أسابيع بعد أول وفاة يتم تسجيلها.
 الكويت التطعيم الشامل بدأ.
 المغرب التطعيم الشامل بدأ.

#### 2 نوفمبر
تركيا التطعيم الشامل تبدأ.

#### 3 نوفمبر
منظمة الصحة العالمية على الأقل 6,071 وفيات في جميع أنحاء العالم.
 النمسا أول حالة وفاة مؤكدة.
 بيلاروس أول حالة وفاة مؤكدة.
 مصر التطعيم الشامل بدأ.
 قطر التطعيم الشامل بدأ.
 سلوفينيا أول حالة وفاة مؤكدة.
 الولايات المتحدة  وزارة الزراعة تصدر تقارير عن أول اصابة بـ H1N1 حيواني المنشأ في الخنازير في قطيع في إنديانا.

#### 4 نوفمبر
هولندا أول حالة مقاومة للأوسيلتاميفير (تاميفلو).
 الولايات المتحدة أول حالة  حيوانية المنشأ في قط في العالم  ، في ولاية ايوا.

#### 5 نوفمبر
سان مارينو أول حالة مؤكدة.

#### 6 نوفمبر
بلغاريا إعلان الوباء على الصعيد الوطني .
 هونغ كونغ الكشف عن حالات حيوانية المصدر في اثنين من الخنازير المذبوحة.

#### 7 نوفمبر
البحرين التطعيم الشامل بدأ.
 بلجيكا التطعيم الشامل بدأ.
 المملكة العربية السعودية التطعيم الشامل بدأ.
 الولايات المتحدة الأمريكية  الأسبوع 44: انتشار نشاط الأنفلونزا في ستة وأربعين ولاية .

#### 8 نوفمبر
باكستان أول حالة وفاة مؤكدة.
 سري لانكا أول حالة وفاة مؤكدة.

#### 9 نوفمبر
لاتفيا أول حالة وفاة مؤكدة.
 الإمارات العربية المتحدة التطعيم الشامل بدأ.

#### 11 نوفمبر
غرينلاند أول حالة مؤكدة.
 بوروندي أول حالة مؤكدة.

#### 12 نوفمبر
أرمينيا أول اثنين من الحالات المؤكدة.
 فرنسا التطعيم الشامل بدأ.

#### 13 نوفمبر
منظمة الصحة العالمية  تقارير منظمة الصحة العالمية تشير إالي دلائل مبكرة على أن بداية موسم الإنفلونزا قد بلغ ذروته في أمريكا الشمالية ، حتى مع اشتداد الوباء في معظم أنحاء أوروبا ووسط وشرق آسيا.
 بلغاريا السلطات الصحية تؤكد أن أكثر من 12 شخصا لقوا حتفهم بسبب فيروس H1N1 خلال أسبوع; أحدث الضحايا رجل بالغ من العمر 28 عاما والذي مات من فشل في الجهاز التنفسي.
 قبرص أول حالة وفاة مؤكدة.

#### 14 نوفمبر
كوسوفو أول حالة وفاة مؤكدة.
 بولندا أول حالة وفاة مؤكدة.
 الولايات المتحدة الأمريكية  الأسبوع 45: انتشار نشاط الأنفلونزا في ثلاثة وأربعين ولاية .

#### 16 نوفمبر
تونس أول حالة وفاة مؤكدة.
 الصومال أول حالة مؤكدة.
البوسنة والهرسك أول حالة وفاة مؤكدة.
 كوريا الشمالية أول حالة مؤكدة.
 المغرب أول حالة وفاة مؤكدة.
 قبرص التطعيم الشامل يبدأ.

#### 18 نوفمبر
المجر إعلان حالة الوباء الوطني.
 ليتوانيا أول حالة وفاة مؤكدة.
 مقدونيا أول حالة وفاة مؤكدة.
 الولايات المتحدة أول قط يموت أكدت في ولاية أوريغون.

#### 19 نوفمبر
جزر المالديف أول حالة وفاة مؤكدة.

#### 20 نوفمبر
الدنمارك أول حالة وفاة مؤكدة.
 الأردن التطعيم الشامل يبدأ.
 النرويج احتمالية وجود طفرات في عينات من الفيروس H1N1 أخذت من اثنين من القتلى.
 المملكة المتحدة أول انتقال مقاومة للتاميفلو من شخص إلى شخص في العالم في مستشفى جامعة ويلز في كارديف.
 الولايات المتحدة مقاومة للتاميفلوعلاجية المنشأ ذكرت في المركز الطبي بجامعة ديوك في ولاية كارولينا الشمالية.  أكثر من خمسين مقاومة قد تم الإبلاغ عنها  في العالم منذ نيسان / أبريل.

#### 21 نوفمبر
الوايات المتحدة الأسبوع 46: انتشار نشاط الأنفلونزا في اثنين وثلاثين ولاية وإقليمياً في 17ولاية.

#### 23 نوفمبر
رومانيا أول حالة وفاة مؤكدة .

#### 24 نوفمبر
الولايات المتحدة أول إصابة مزدوجة مؤكدة في ولاية فرجينيا الغربية.
 مونتسيرات أول حالة مؤكدة.

#### 27 نوفمبر
منظمة الصحة العالمية  العديد من الطفرات أدت إلى ما يقرب من 75 شخص في جميع أنحاء العالم يظهر لديهم مقاومة للتاميفلو. وعلاوة على ذلك ، فإن طفرات D222G أو D225G والتي تساعد الفيروس أن يصل إلى عمق الرئتين قد وردت في حالات في النرويج وأوكرانيا والبرازيل والصين واليابان والمكسيك والولايات المتحدة.
 فرنسا طفرة أكتشفت لأول مرة في النرويج وتسببت في وفاة شخصين في مدينتين فرنسيتين مختلفنين.
 كوريا الجنوبية أول حالة إصابة مزدوجة مؤكدة في طفلة في الثانية من عمرها.

#### 28 نوفمبر
الصين حالتين في الكلاب تم تأكيدهم وهذا هو المثال الأول  للعدوي حيوانية المنشأ في الكلاب البوليسية في العالم.
 إندونيسيا أول حالة في الخنازير يتم تأكيدها ، في جنوب سولاويسي.
 الولايات المتحدة الأمريكية الأسبوع 47: انتشار نشاط الأنفلونزا في خمسة وعشرين ولاية وإقليمياً  في 17ولاية.

#### 30 نوفمبر
الولايات المتحدة مركز مكافحة الأمراض يصرح بان H1N1 قد بلغ ذروته حيث بلغ عدد الدول التي أبلغت عن انتشار واسع النطاق للأنفلونزا انخفض من 43 في الأسبوع السابق إلى 32 هذا الأسبوع. وعلاوة على ذلك، فإن الأعراض الشبيهة بالإنفلونزا تمثل الآن 4.3% من زيارات الطبيب ، بعد أن كانت 8% منذ أربعة أسابيع . نسبة الوفيات المنسوبة إلى الالتهاب الرئوي والأنفلونزا لا تزال أعلى مما كان متوقعا في هذا الوقت من السنة، ومع ذلك. هذه النسبة ظلت مرتفعة لمدة ثمانية أسابيع الآن.
 فنلندا أول حالة حيوانية المنشأ في الخنازير.
 ليبيا أول حالة وفاة مؤكدة.

### كانون الأول / ديسمبر 2009

#### 1 ديسمبر
المملكة العربية السعودية فقط خمس حالات وفاة و 73 حالات تم التبليغ عنهم في الحج.

#### 2 ديسمبر
المملكة المتحدة أول حالة حيوانية المنشأ في الخنازير اكتشفت في نورفولك.

#### 5 ديسمبر
الولايات المتحدة الأسبوع 48: انتشار نشاط الإنفلونزا في 14 ولاية . "نسبة الوفيات المنسوبة إلى الالتهاب الرئوي والأنفلونزا كانت أعلي من عتبة الوباء للاسبوع العاشر على التوالي .

#### 6 ديسمبر
غزة أول خمس حالات مؤكدة في حصار غزة.
 اليابان 100 من الوفيات المؤكدة.
 الولايات المتحدة
من كل ستة من الأميركيين يصاب واحد أو تقريبا 15% من البلاد كان مصابا، وهذا جعل ما يقرب من 10000 شخص لقوا حتفهم حتى الآن من بينهم 1100 طفل و 7,500 بالغ . أكثر من 200000 أميركي تم نقلهم إلى المستشفى حتى الآن — تقريبا نفس عدد الذين يصابوا في حالات الإنفلونزا الموسمية العادية في عام كامل.  12 مليون جرعة من لقاح الإنفلونزا تم طرحهم هذا الأسبوع والعديد من الولايات بدأت في توزيع اللقاح إلى عامة الشعب.

#### 7 ديسمبر
كوريا الشمالية أول حالة وفاة مؤكدة .
 الولايات المتحدة  استدلال بايزي التابع للصحة العامةالبيانات من نيسان / أبريل إلى نهاية يونيو من مدينة نيويورك وميلووكي يشير إلى أن أعراض الوباء ومعدل الوفيات كانت أقل بكثير من الثلاثة أوبئة السابقة عام 1968، 1957، 1918، مما يجعله حتى الآن أخف الأوبئة على الإطلاق.

#### 9 ديسمبر
ماكاو أول طفرة أكدت .

#### 12 ديسمبر
أفغانستان 17 حالة وفاة .
غزة ثامن الوفيات تم الإبلاغ عنها في قطاع غزة.
 الولايات المتحدة الأمريكية الأسبوع 49: انتشار نشاط الأنفلونزا في 11 ولاية 

#### 13 ديسمبر
جورجيا أولى الوفيات المؤكدة، رجل في السابعة وعشرين عاما من العمر.
 قطر التطعيم الشامل بدأ.

#### 16 ديسمبر
الولايات المتحدة ما يقرب من 100 مليون لقاح أصبحت متاحة على نطاق واسع لعامة الجمهور في الصيدليات في العديد من الولايات الأمريكية.

#### 17 ديسمبر
تايلاند أول حالة مؤكدة لفيروس H1N1 في خنزير ، في حالة حيواني المنشأ في مقاطعة سارابوري.

#### 19 ديسمبر
الولايات المتحدة الأسبوع 50: تقارير مراكز مكافحة الأمراض واتقائها تشير بأن مستويات الأنفلونزا آخذة في الانخفاض بشكل مطرد مع سبع ولايات فقط تم الإبلاغ فيها عن نشاط للأنفلونزا ؛ وعلاوة على ذلك ، فإن نسبة الوفيات المنسوبة إلى الالتهاب الرئوي والأنفلونزا أصبحت تحت عتبة الوباء. مركز السيطرة على الأمراض لاحظ أيضا أن ما يقرب من جميع حالات H1N1 لا تزال حساسة للأوسيلتاميفير.

#### 21 ديسمبر
الولايات المتحدة أول حالة في الكلاب حيوانية المنشأ . الكلب من ولاية نيويورك ويعتقد أنه قد حمل الفيروس من صاحبه.

#### 23 ديسمبر
الولايات المتحدة H1N1 اكتشف في اثنين من مزارع ولاية كارولينا الشمالية.
 الأرجنتين دراسة نشرت في مجلة نيو انغلاند جورنال اوف ميديسين توضح أن «أنفلونزا H1N1  في الأطفال 2009  كانت مرتبطا مع معدلات وفاة 10 أضعاف معدلات الأنفلونزا الموسمية في السنوات السابقة،» وأن ارتفاع الخطر على النساء الحوامل يمتد لفترة أسبوعين بعد الولادة.

#### 26 ديسمبر
الولايات المتحدة  الأسبوع 51: نشاط الأنفلونزا يقل، على الرغم من أن نسبة الوفيات ما زالت فوق عتبة الوباء. «أربع ولايات ذكرت جغرافيا على نطاق واسع من نشاط الأنفلونزا و13 ولاية ذكرت نشاطاً إقليمياَ ، ولاية واحدة لم تبلغ عن أي نشاط للأنفلونزا، جزر فيرجن الأمريكية .»

#### 27 ديسمبر
منظمة الصحة العالمية على الأقل هناك 12,220 حالة وفيات على الصعيد العالمي رسميا. (وعلى النقيض من ذلك ، تشير تقديرات منظمة الصحة العالمية أن الإنفلونزا الموسمية يقتل من 250000  إلى 300000  شخص في جميع أنحاء العالم كل عام.) وعموما ، فإن نشاط جائحة الـH1N1 قد بلغ ذروته.
 نيبال أول حالة وفاة مؤكدة .

#### 29 ديسمبر
منظمة الصحة العالمية في جنيف د. مارغريت تشان المدير العام لمنظمة الصحة العالمية ، أشارت في سياق H5N1 فيرس انفلونزا الطيور «حقيقة أن  جائحة الأنفلونزا معتدلة في آثارها هو على الارجح أفضل أخبار الصحة في هذا العقد لكن العالم ليس على استعداد لإستقبال جائحة ناجمة عن فيروس H5N1.» 

#### 30 ديسمبر
دراسة نشرت ترى أن «المعرضون للعضوي في المنزل أقل من 18 سنة من العمر لديهم ضعف فرصة الإصابة بمرض تنفسي حاد وكذلك أولئك الذين أعمارهم من 19 إلى 50 سنة، بينما من هم أكثر من 50 عاما كانوا أقل عرضة للإصابة.»

#### 31 كانون الأول / ديسمبر
اشتراك الولايات المتحدة والمملكة المتحدة أظهرت دراسة أن الأطفال هم أكثر عرضة مرتين من الكبار للعدوي بـ H1N1.

## 2010

### كانون الثاني / يناير 2010

#### 2 يناير / كانون الثاني
الولايات المتحدة الأمريكية  الأسبوع 52: نسبة الوفيات تندرج تحت عتبة الوباء. لا نشاط للأنفلونزا في نبراسكا. ولاية واحدة ذكرت نشاط علي نطاق واسع للأنفلونزا وولاية واحدة لم تبلغ عن أي نشاط للأنفلونزا."

#### 8 كانون الثاني / يناير
الولايات المتحدة الأمريكية تقارير بأن ولاية واحدة فقط —ألاباما— فيها نشاط علي نطاق واسع للأنفلونزا.

#### 11 كانون الثاني / يناير
مالي أول حالة مؤكدة.

#### 15 يناير
الولايات المتحدة وفقا لمركز السيطرة على الأمراض لا توجد ولاية لديها نشاط للأنفلونزا.

#### كانون الثاني / يناير 20
برمودا أول حالة وفاة مؤكدة.

#### 29 كانون الثاني / يناير
تشاد أول حالة مؤكدة.
 نيجيريا أول حالة وفاة مؤكدة.

### شباط / فبراير 2010

#### 3 فبراير
موريتانيا أول حالة مؤكدة.

#### 5 فبراير
الولايات المتحدة التقرير الأسبوعي الصادر عن مركز السيطرة على الأمراض يشير بأن نشاط H1N1 إما مستقر أو انخفض خلال الأسبوع الماضي في تسع من عشر مناطق من الولايات المتحدة. وعلاوة على ذلك ، فإن نسبة الوفيات المنسوبة إلى الالتهاب الرئوي والأنفلونزا قد انخفضت خلال الأسبوع الماضي.

#### 8 فبراير
السنغال أول حالة مؤكدة

#### 19 فبراير
الولايات المتحدة وفقا لمركز السيطرة على الأمراض ثلاث ولايات فقط قد ذكرت نشاطا للأنفلونزا: ساوث كارولينا وألاباما وجورجيا.

#### 25 فبراير
النيجر أول حالة مؤكدة

### آذار / مارس 2010

#### 5 مارس
الولايات المتحدة وفقا لمركز السيطرة على الأمراض ، أربعة ولايات فقط أبلغت عن نشاط الأنفلونزا: ميسيسيبي وألاباما وجورجيا وساوث كارولينا.

#### 12 مارس
الولايات المتحدة وفقا لمركز السيطرة على الأمراض ، خمسة ولايات أبلغت عن نشاط الأنفلونزا: ميسيسيبي وألاباما وجورجيا وساوث كارولينا وماين.

#### 19 مارس
الولايات المتحدة وفقا لمركز السيطرة على الأمراض ثلاث ولايات فقط قد أبلغت عن نشاط الأنفلونزا: ميسيسيبي وألاباما وجورجيا.

#### 26 مارس
الولايات المتحدة وفقا لمركز السيطرة على الأمراض ثلاث ولايات فقط قد أبلغت عن نشاط الأنفلونزا: ألاباما وجورجيا وساوث كارولينا .

#### 27 مارس
كوبا التطعيم الشامل بدأ.

### نيسان / أبريل 2010

#### 2 أبريل
الولايات المتحدة وفقا لمركز السيطرة على الأمراض ثلاث ولايات فقط قد أبلغت عن نشاط الأنفلونزا: ألاباما وجورجيا وساوث كارولينا .
 كمبوديا التطعيم الشامل بدأ.

#### 9 نيسان / أبريل
الولايات المتحدة وفقا لمركز السيطرة على الأمراض ثلاث ولايات فقط قد أبلغت عن نشاط الأنفلونزا: ألاباما وجورجيا وساوث كارولينا .

#### 12 أبريل
غينيا أول حالة مؤكدة.

#### 17 أبريل
الولايات المتحدة وفقا لمركز السيطرة على الأمراض ، لا توجد ولاية بها نشاط واسع أو إقليمي للأنفلونزا ، أربعة ولايات فقط أبلغت عن نشاط محلي: هاواي، ألاباما وجورجيا وساوث كارولينا .

#### 26 أبريل
الفلبين التطعيم الشامل بدأ.

### مايو 2010

#### 15 مايو
الولايات المتحدة ولاية واحدة فقط -هاواي - بها نشاط محلي للإنفلونزا ، و 28 الدول لا يوجد بها أي نشاط .

### آب / أغسطس 2010

#### 6 أغسطس
الولايات المتحدة الباحثون اكتشفوا الطفرة التي مكنت الوباء من الانتشار.